# خوليو رويز دي ألدا
خوليو رويز دي ألدا (بالإسبانية: Julio Ruiz de Alda)‏ هو طيار إسباني، ولد في 7 أكتوبر 1897 في إستيا في إسبانيا، وتوفي في 23 أغسطس 1936 في مدريد في إسبانيا بسبب إعدام رميا بالرصاص.